# Estación de Cour Saint-Émilion
Cour Saint-Émilion es una estación de la línea 14 del metro de París situada al sur del Parque de Bercy, en el XII Distrito de la ciudad.

## Historia
Fue inaugurada el 15 de octubre de 1998. 
Saint-Émilion es una denominación de origen de vinos de Burdeos, y la estación se encuentra bajo la antigua estación de mercancías de Bercy en la zona que acogía los trenes que traían los vinos del sur de Francia.

## Descripción
Se compone de dos andenes laterales de 120 metros de longitud y de dos vías.
Ofrece el diseño propio de las modernas estaciones de la línea 14 con amplios andenes, suelo de baldosas, gran luminosidad y puertas de andén. Además, como todas las estaciones de la línea 14 está adaptada para las personas con discapacidad.

## Accesos
Tiene un acceso que da a la Cour Chamonard con escaleras mecánicas, de piedra y ascensor.

## Alrededores
- La boca de metro desemboca en Bercy Village, un complejo comercial instalado en los antiguos depósitos de vino de Bercy.
- Parque de Bercy.
- Museo de Artes Foráneas